# NOM-014-STPS-2000
NOM-014-STPS-2000 es una norma oficial mexicana de la Secretaría del Trabajo y Previsión Social que establece las condiciones de seguridad e higiene requeridas para prevenir y proteger la salud de los trabajadores expuestos a los riesgos de las actividades de buceo y la exposición a presiones ambientales bajas. La norma fue publicada en el Diario Oficial de la Federación el 10 de abril de 2000 entrando en vigor a los 60 días naturales siguientes a su publicación.